# Стурза, Евгений Иванович
Евгений Иванович Стурза (рум. Eugen Sturza; род. 15 декабря 1984) — молдавский государственный и политический деятель. Министр обороны Республики Молдова с 24 октября 2017 по 8 июня 2019 года.

## Биография
Родился 15 декабря 1984 года. С 2004 по 2008 год обучался в Академии экономического образования Молдавии в Факультете финансов.
С 2009 по 2013 год главный государственный советник премьер-министра Республики Молдова Владимира Филата.
С 2013 по 2015 год глава кабинета премьер-министра Республики Молдова Юрия Лянки.
В 2015 году в рамках неправительственной организации «Институт европейской политики и реформ» был модератором по реформе публичному администрированию.
С 24 октября 2017 по 8 июня 2019 года —  министр обороны Республики Молдова.

## Семья
Жена — Анастасия Стурза. Есть один ребёнок.

## Владение языками
Владеет румынским, английским и русским языками.